# Dominique Dupuy
Dominique Dupuy (Lectoure, 16 maggio 1812 – Lectoure, 23 settembre 1885) è stato un botanico e zoologo francese.
Abbé Dominique Dupuy era un professore di storia naturale ad Auch. È stato membro della Société Départementale d'Agriculture et d'Orticoltura du Gers, della Société Botanique de France e della Société d'Histoire Naturelle de Toulouse.
Ha scritto Histoire Naturelle des Mollusques terrestres et d'Eau Douce qui Vivent en France, par l'Abbé D. Dupuy, planches avec lithographiées, par M.J. Delarue. Parigi, V. Masson, 1847-1852.